# Gintaras Šileikis
Gintaras Šileikis (* 16. Mai 1960 in Užulėnis, Rajongemeinde Ukmergė, Litauische SSR) ist ein litauischer Pädagoge und konservativer, früher liberaler Politiker, Seimas-Mitglied, Stadtratsvorsitzende und Vizebürgermeister von Panevėžys.

## Leben
Nach dem Abitur 1978 an der 7. Sekundarschule Panevėžys absolvierte Gintaras Šileikis von 1979 bis 1984 das Diplomstudium der Geschichte am Vilniaus pedagoginis institutas in der litauischen Hauptstadt Vilnius. Von 1984  bis	1987 unterrichtete er als Lehrer des Rechts und der Geschichte an der Schule Debeikiai der Rajongemeinde Anykščiai. Von 1990 	bis 1996 leitete er als Direktor das Landeskunde-Museum von Panevėžys.
Von 1990 bis 1995 war er Deputierter im Stadtrat Panevėžys, und von 1990 bis 1991 Stadtratsvorsitzende (Bürgermeister) von Panevėžys. Von 1996 bis 2008 war er Mitglied des Seimas, von 2008 bis 2010 Stellvertretender Leiter von Bezirk Utena und ab 2011 stellvertretender Bürgermeister von Panevėžys.
Er ist Mitglied der konservativen Partei TS-LKD. Von 2003 bis 2005 war er Mitglied der Liberalų ir centro sąjunga und ab 2006 der Lietuvos Respublikos liberalų sąjūdis, von 2006 bis 2008 stellv. Leiter der LRLS.